# Myscelus pardalina
Espèce
Myscelus pardalina est une espèce de lépidoptères de la famille des Hesperiidae, de la sous-famille des Pyrginae et de la tribu des Pyrrhopygini.

## Dénomination
Myscelus pardalina a été décrit par  Cajetan Freiherr von Felder et Rudolf Felder en 1867 sous le nom initial de Tamyris pardalina. 

### Nom vernaculaire
Myscelus pardalina se nomme Pardalina Myscelus ou Flaming Myscelus en anglais,.

### Sous-espèces
- Myscelus pardalina pardalina; présent en Colombie et en Équateur.
- Myscelus pardalina guarea Evans, 1951; présent au Brésil[1].

## Description
Myscelus pardalina est un papillon au corps trapu à l'abdomen rayé de cercles marron et beige et thorax poudré d'orange. 
Sur le dessus les ailes antérieures sont de couleur marron ou bleu ornementées de marques hyalines, une bande du bord costal vers le bord interne veinée de marron et de petites taches hyalines dans l'aire postdiscale, du côté de l'apex. Les ailes postérieures sont poudrées d'orange comme la base et le bord interne des ailes antérieures

## Biologie

### Plantes hôtes
La plante hôte de sa chenille est Guarea trichilioides.

## Écologie et distribution
Myscelus pardalina est présent en Colombie, en Équateur, en Argentine et au Brésil,,..

### Protection
Pas de statut de protection particulier.